# Política do Quénia

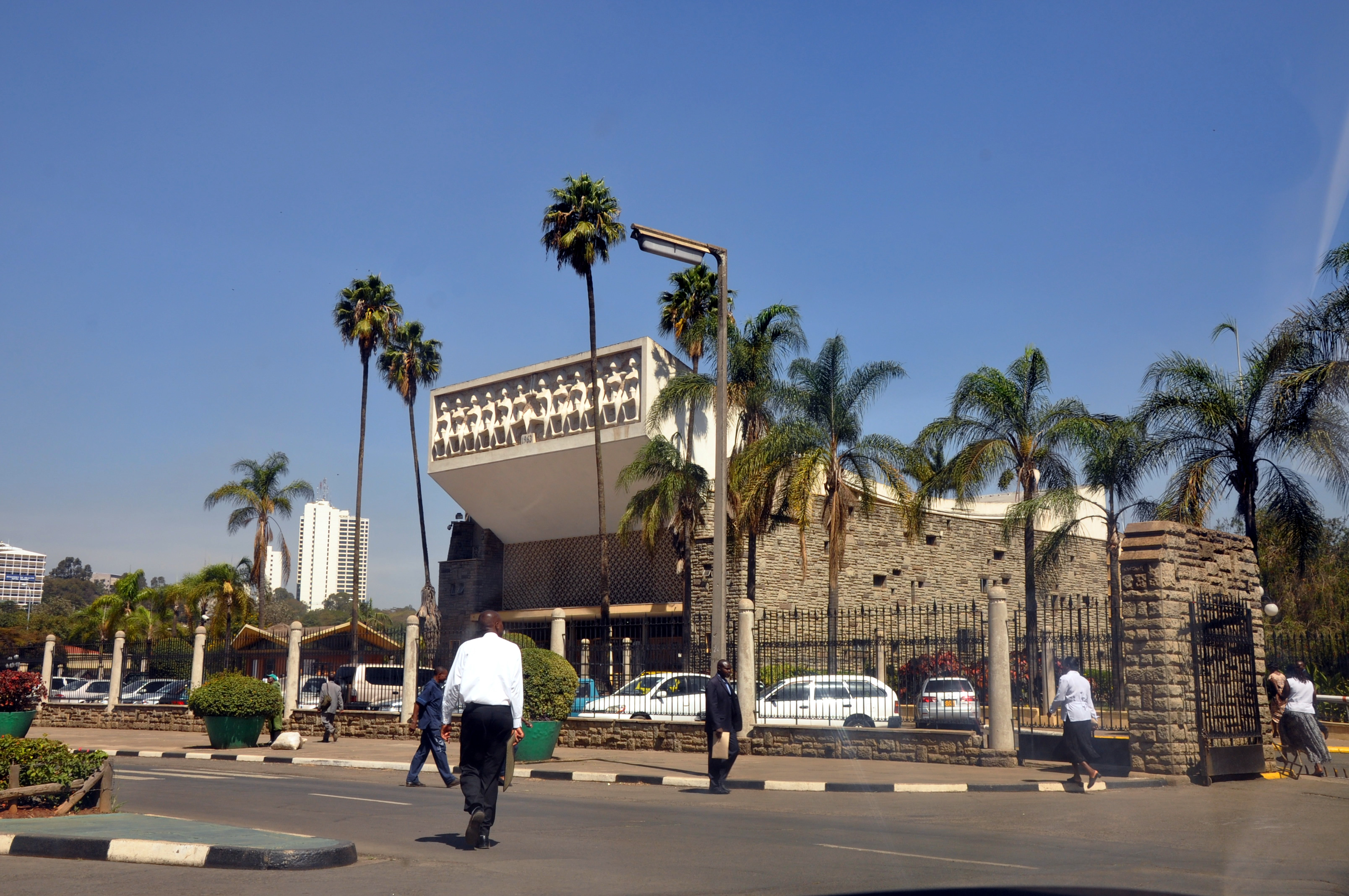
Parlamento do Quênia.

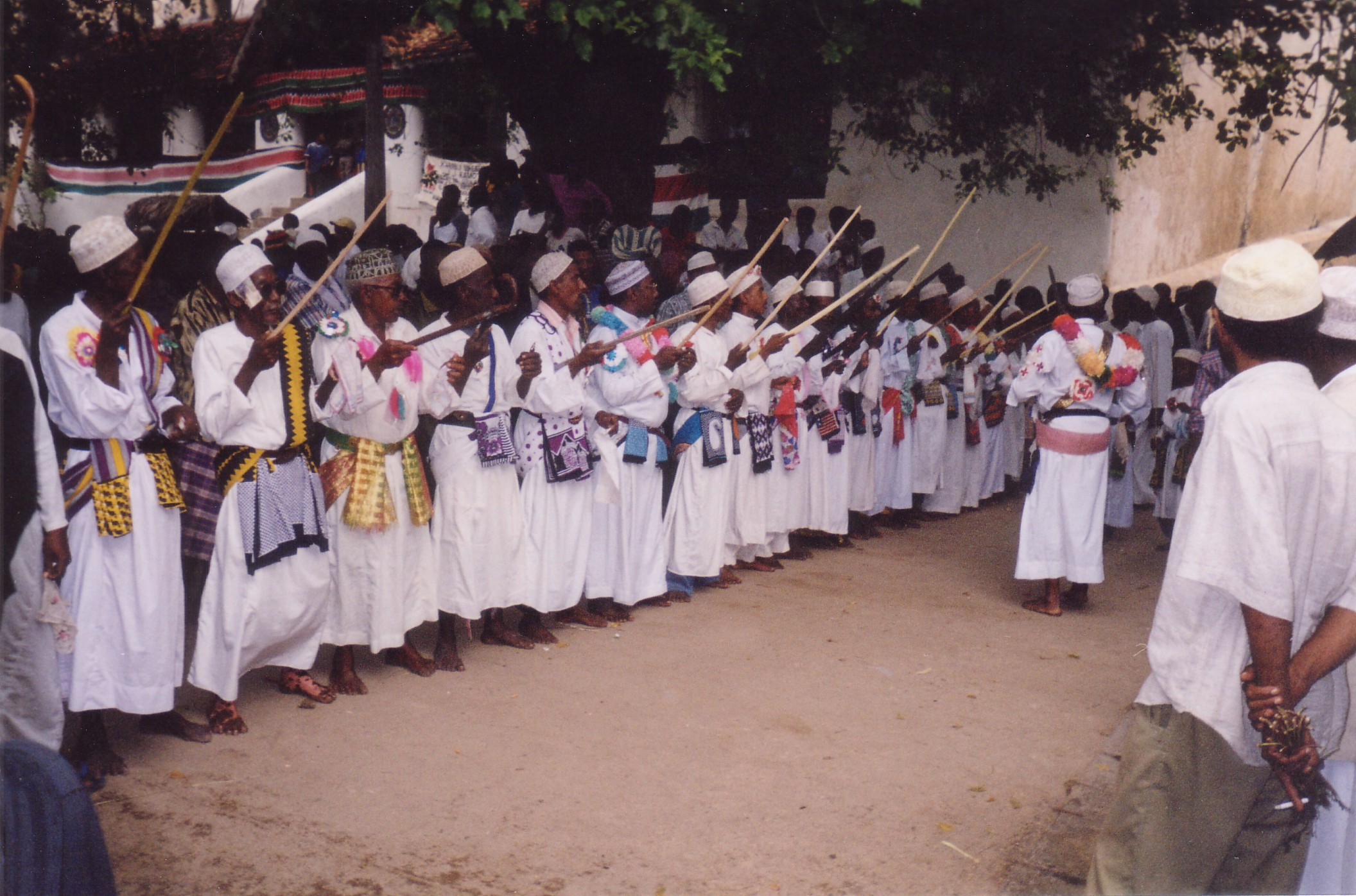
Parada política em Lamu (julho de 2001).

A política do Quénia foi caracterizada, desde a independência, em 1963 por um regime presidencialista altamente centralizado, apesar da Constituição democrática multipartidária ser nominalmente respeitada. Na realidade, a KANU (sigla do nome em língua inglesa da União Nacional Africana do Quénia) foi o partido maioritário e, em 1982, a Assembleia Nacional emendou a Constituição, tornando o país monopartidário. Este estado de coisas durou até 1991, quando a Assembleia revogou aquela disposição, mas nas eleições de 1992 e 1997, o presidente Daniel Arap Moi e a KANU mantiveram, respectivamente as posições presidencial e de maioria no Parlamento.
Em 2004, Mwai Kibaki - apoiado pela coligação NARC - tornou-se no primeiro candidato presidencial da oposição a vencer uma eleição no país desde a independência. A sua coligação manteve-se coesa graças às promessas de reformas constitucionais e às garantias de Kibaki de que iria nomear representantes de todos os grupos étnicos principais do Quénia para lugares importantes. A sua negligência em cumprir estas promessas depois das eleições causaram vários focos de tensão, incluindo a saída do LDP da coligação. Além disso, vozes importantes do KANU - e em particular Uhuru Kenyatta, filho do primeiro presidente do país, Jomo Kenyatta - ganharam popularidade. "Yote yawezekana bila Kibaki" (Tudo é possível sem Kibaki) era o slogan desse descontentamento, mas o partido ganhou apenas 29% do voto popular e Kenyatta apenas 31% dos votos para o cargo de Presidente.
A seguir a esta derrota, a KANU dividiu-se em duas facções, uma delas, liderada por Uhuru Kenyatta, uniu-se ao Partido Liberal Democrático do Quénia (PLD), para formar o ODM-Kenya (sigla de Movimento Democrático Laranja), enquanto a KANU ficou numericamente enfraquecida. Em Setembro de 2007, Kenyatta anunciou que não iria candidatar-se de novo à presidência e apoiaria a reeleição de Kibaki  provocando nova cisão no ODM. O novo Movimento Laranja, ou Orange Democratic Movement Party of Kenya, agora liderado por Raila Odinga, anteriormente do PLD, concorreu às eleições de Dezembro de 2007, tendo ganho a maior bancada do Parlamento, mas não vendo o seu lugar na presidência confirmado pelas autoridades do escrutínio.
Apesar das eleições terem sido consideradas fraudulentas por muitos observadores e os resultados mostrarem uma divisão étnica do voto, Kibaki negou as alegações de fraude e, a 8 de Janeiro de 2008, nomeou o seu novo gabinete que, surpreendentemente, inclui Uhuru Kenyatta como “Minister for Local Government” (Ministro para o Governo Local). Odinga, convocou manifestações que lavaram a um banho de sangue, com mais de 1000 mortos e 250 mil deslocados.
Depois duma longa campanha de mediação presidida pelo antigo Secretário-Geral da ONU, Kofi Annan (na qual também participou Graça Machel) e duma visita-relâmpago do actual, Ban Ki-Moon, Kibaki e Odinga concordaram em assinar, a 28 de Fevereiro de 2008, um acordo denominado “National Accord and Reconciliation Act” ("Acordo sobre a Nação e a Reconciliação"), que inclui a formação dum governo de coligação e a nomeação de Odinga como Primeiro-Ministro, com poderes executivos. Com as respectivas emendas na Constituição, o Quénia poderá assim tornar-se em mais uma democracia parlamentar.

## Partidos políticos do Quénia
- Partido de Unidade Nacional (Quênia), uma coligação de vários partidos: 
  - Partido Democrático (Quénia)
  - União Nacional Africana do Quénia (KANU)
  - Fórum para a Restauração da Democracia do Quênia
  - Fórum para a Restauração da Democracia Popular
  - Partido Verde Mazingira do Quénia
  - Coligação Nacional Arco-íris do Quénia
  - Safina
  - Partido Shirikisho do Quénia
  - Sisi Kwa Sisi
- Movimento Democrático Laranja
- Movimento Democrático Laranja do Quênia
- Fórum para a Restauração da Democracia-Asili